# Kenge, Kwango
Kenge   este un oraș  în  partea de vest a Republicii Democrate Congo. Este reședința |provinciei Kwango.